# BR Nr. 1 bis 3
Die Fahrzeuge mit den Bahnnummern 1 bis 3 der Beira Railway (BR) waren Schlepptender-Dampflokomotiven mit der Achsfolge C für eine Spurweite von 610 mm. Abgesehen von vier Baulokomotiven, die keine Betriebsnummern erhalten hatten, waren es die ersten Lokomotiven der Bahn. Sie wurden auf der 329 km langen Strecke zwischen Beira im heutigen Mosambik und Umtali im heutigen Somalia eingesetzt.

## Geschichte
Die Beschaffung der Schienen und des gesamten rollenden Materials der Beira Railway lief über den Hersteller Kerr Stuart. Dieser vergab den Auftrag zum Bau von fünf Lokomotiven an die Falcon Engine and Car Works (zu den drei C-Kupplern kamen noch zwei Tenderlokomotiven mit der Achsfolge B1'). Die Lokomotiven wurden mit Kerr-Stuart-Fabrikschildern ausgeliefert.
Wie die 2'B-Lokomotiven der Klassen F2 und F4 wurden auch die Lokomotiven Nr. 1 bis 3 nach dem bereits 1900 abgeschlossenen Umbau der Beira Railway auf Kapspur abgestellt und als noch relativ neue Maschinen verkauft. Über ihr weiteres Schicksal ist wenig bekannt; zwei der Lokomotiven sind 1923 zusammen mit F2- oder F4-Lokomotiven zur Selukwe Peak Light Railway in Rhodesien gelangt.

## Technik
Die Lokomotiven Nr. 1 bis 3 hatten einen außenliegenden Blechrahmen. Die ebenfalls außenliegenden Zylinder waren leicht geneigt und wirkten auf die mittlere Kuppelachse. Die innenliegende Steuerung entsprach der Bauart Stephenson. Der Schlepptender hatte zwei Achsen mit nur 1,37 m Abstand. In den konischen Schornstein war ein Funkenfänger eingebaut.
Die dritte Kuppelachse befand sich hinter Stehkessel und Aschkasten unter dem Führerhaus, so dass sich mit 2,90 m ein für Schmalspurlokomotiven dieser Größe vergleichsweise großer fester Achsstand ergab. Dieser führte zu schlechten Laufeigenschaften, und mindestens eine der Lokomotiven (Nr. 1) wurde auf die Achsfolge B1' umgebaut, indem die letzte Kuppelachse durch eine Laufachse ersetzt wurde. Über den Erfolg dieser Maßnahme liegen keine Informationen vor; weitere Lokomotiven dieser Bauart wurden jedoch nicht beschafft, und alle folgenden Lokomotiven der Bahn hatten die Achsfolge 2'B (Klassen F2 und F4). Die F2 unterschieden sich von den C-Kupplern im Wesentlichen nur darin, dass die erste Kuppelachse durch ein Drehgestell ersetzt wurde.